# Justin Bieber's Believe
Série
Justin Bieber: Never Say Never
(2011)
Pour plus de détails, voir Fiche technique et Distribution.
Justin Bieber's Believe est un film américain réalisé par Jon Chu, sorti en 2013.

## Fiche technique
- Titre : Justin Bieber's Believe
- Réalisation : Jon Chu
- Scénario : Sarah Landman Serafini
- Musique : Nathan Lanier
- Photographie : Karsten Gopinath
- Montage : Jillian Moul et Avi Youabian
- Production : Justin Bieber, Scooter Braun, Stuart Ford, Garrett Grant, Bill O'Dowd et Usher
- Société de production : Dolphin Films, Bieber Time Films, Scooter Braun Films et Dolphin Entertainment
- Société de distribution : Open Road Films (États-Unis)
- Pays :  États-Unis
- Genre : Film de concert
- Durée : 92 minutes
- Dates de sortie : 
  -  États-Unis : 25 décembre 2013

## Accueil
Le film a reçu un accueil défavorable de la critique. Il obtient un score moyen de 39 % sur Metacritic.